# Tonight’s the Night
«Tonight’s the Night» — песня американской гёрл-группы Shirelles. Была издана отдельным синглом в 1960 году. Потом стала первым треком их альбома 1961 года Tonight’s the Night. (Это был второй сингл, потом вошедший в этот альбом — после «Dedicated to the One I Love», изданного в 1959 году.)
Авторы песни — Лютер Диксон и ведущая вокалистка Shirelles Ширли Оуэнс.
Сингл с этой песней вышел в сентябре 1960 года. В США песня достигла 39 места в Billboard Hot 100 и 14 места в жанровом ритм-н-блюзовом чарте того же журнала «Билборд». К 1961 году сингл стал в США золотым по продажам.
Вскоре после того, как сингл Shirelles вышел, на полках магазинов появилась перепевка в исполнении группы Chiffons, причём со сходной аранжировкой и стилем, с которой оригиналу группы Shirelles пришлось состязаться. Версия Chiffons достигла 76 места в Billboard Hot 100, став их первым хитом.

## Тема песни
В песне певица рассказывает, что чувствует и о чём думает перед своей первой в жизни ночью с парнем. Для своего времени песня была очень откровенной.

## Премии и признание
В 2004 году журнал Rolling Stone поместил песню «Tonight’s the Night» в исполнении группы Shirelles на 401 место своего списка «500 величайших песен всех времён». В списке 2011 года песня находится на 409 месте.